# USS Enterprise NCC-1701-D

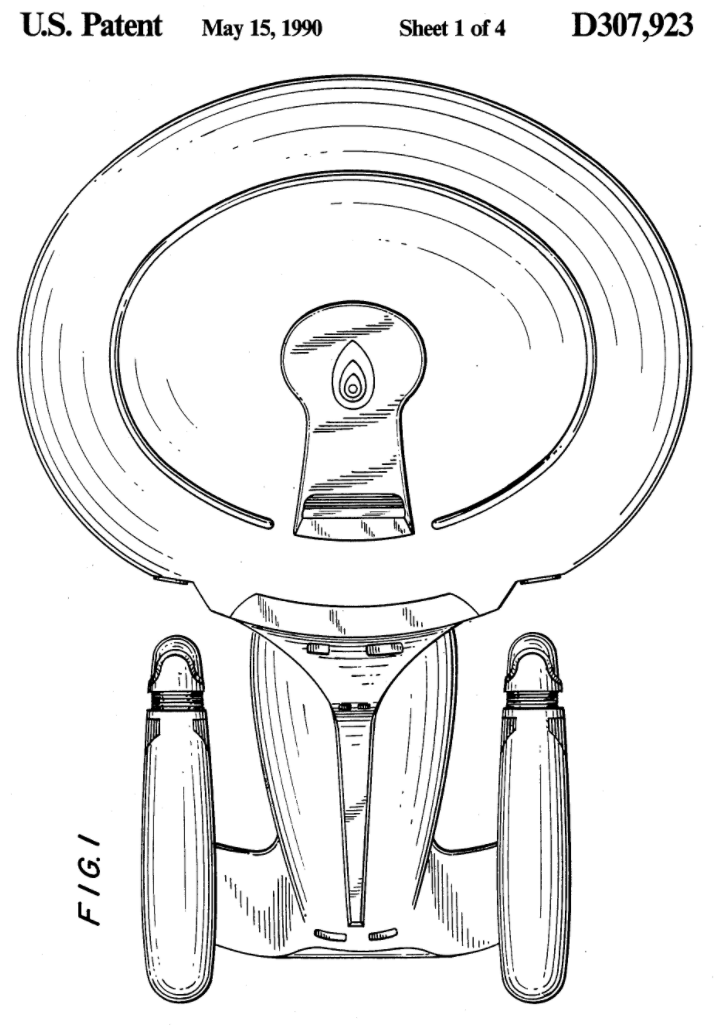
Bouwtekening

De USS Enterprise NCC-1701D was een fictief ruimteschip van de Verenigde Federatie van Planeten uit de televisieserie Star Trek en de 7e Star Trek bioscoopfilm Star Trek: Generations.
Het was het achtste ruimteschip dat de naam 'Enterprise' droeg.

## Geschiedenis
De Enterprise NCC-1701D werd tussen 2350 en 2363 gebouwd op de 'Utopia Planitia' ruimtewerven in een baan om Mars. Ze was het derde van de waarschijnlijk zes Galaxy-klasse ruimteschepen, na het prototype en de USS Yamato. De Enterprise-D werd in gebruik genomen op 4 oktober 2363. Vanaf de ingebruikname was de Enterprise het vlaggenschip van Starfleet. Het schip stond tijdens de 8 jaar van haar bestaan onder commando van kapitein Jean-Luc Picard. (En enkele kortdurende commando's van William T. Riker en Edward Jellico.) Nadat in 2366 de Starfleetvloot bij Wolf 359 werd verslagen door de Borg, wist de Enterprise de aanval van de Borg op de Aarde te verhinderen. In 2371 zouden de Klingon zusters Lursa en B'Etor van de Duras-familie (ten koste van hun leven) het schild van de Enterprise uitschakelen, waardoor ze het schip dusdanig konden beschadigen dat de bemanning zich met het schotelgedeelte in veiligheid moest brengen. Meteen daarna ontplofte het aandrijfgedeelte doordat de Warpkern oververhit raakte. Het schotelgedeelte maakte daarna een noodlanding op Veridian III. Dit betekende het einde van de USS Enterprise NCC-1701D.  In Star Trek Picard S03E09 - Vox leren we echter dat dankzij de Prime Directive, het Enterprise D schotelgedeelte opgehaald is en door Geordi Laforge terug hersteld is. Met natuurlijk wel een drivesectie van een ander schip.

## Verdiensten
- De Enterprise NCC-1701D maakte als eerste Federatieschip contact met de buitenaardse soorten de Q en de Borg.
- De Enterprise was het commandoschip van de vloot die verhinderde dat het Romulaanse Rijk zich nog verder bemoeide met de Klingon burgeroorlog van 2368.
- In 2369 werd met behulp van de computers van de Enterprise een boodschap ontdekt, die bewees dat alle humanoïde volken in de Melkweg van één oeroud ras afstammen.

## Bemanning
De Enterprise heeft een bemanning van 1014 man en kan 5000 personen extra herbergen. De belangrijkste bemanningsleden zijn:

### Stafofficieren
- Kapitein Jean-Luc Picard (Patrick Stewart)
- Eerste officier William T. Riker (Jonathan Frakes)
- Chief Engineer Geordi La Forge (LeVar Burton)
- Counselor Deanna Troi (Marina Sirtis)
- Lt. Commander Data (Brent Spiner)
- Dr. Beverly Crusher (Gates McFadden)
- Dr. Katherine Pulaski (Diana Muldaur)

### Bemanning
- Chief security Worf (Michael Dorn)
- Transporterchief Miles O'Brien (Colm Meaney)
- Guinan (Whoopi Goldberg)
- Wesley Crusher (Wil Wheaton)
- Lt. Tasha Yar (Denise Crosby)
- Lt. Reginald Barclay (Dwight Schultz)
- Alyssa Ogawa (Patti Yasutake)
- Ro Laren (Michelle Forbes)
- Keiko O'Brien (Rosalind Chao)
- Alexander Rozhenko (Brian Bonsall)

## Technische informatie

### Afmetingen
Lengte: 641 meter lang. Er zijn 42 dekken. Het schotelgedeelte heeft 16 lagen: dekken 1-16. Het aandrijvingsgedeelte heeft 35 lagen: dekken 8-42.
- Dek 1: Commandobrug, conferentiezaal, kamer voor kapitein
- Dek 2-3: Bemanningsverblijven
- Dek 4: Hoofd shuttle-ruim, vrachtruimen
- Dek 5: Onderzoekslaboratoria, bemanningsverblijven
- Dek 6: Transporterruimtes 1-4, onderzoekslaboratoria
- Dek 7: Gastverblijven
- Dek 8: Bemanningsverblijven, oorlogscommandobrug
- Dek 9: Bemanningsverblijven, schotelseperatiesysteem
- Dek 10: Bar-restaurant Ten Forward, holodek 5, schotel-impulsmotoren, reddingscapsules
- Dek 11: Holodek 3, levensvoorzieningssysteem
- Dek 12: Ziekenboeg, oefenzalen, laboratoria
- Dek 13: Shuttleruimen 2 en 3, bemanningsverblijven
- Dek 14: Transporterruimtes 5-6, bemanningsverblijven
- Dek 15: Onderhouds- en onderzoeksruimtes
- Dek 16: Kapiteinsjacht
- Dek 17: Arboretum, bemanningsverblijven
- Dek 18-20: Bemanningsverblijven
- Dek 21-22: Energieverdelingssystemen en technische laboratoria
- Dek 23: Hoofd-impulsmotoren
- Dek 24: Levensvoorzieningssysteem
- Dek 25: Fotontorpedo-lanceerinstallaties
- Dek 26: Technische laboratoria
- Dek 27-29: Deuterium-pompen en -opslag
- Dek 30: Materie-injector
- Dek 31: Wetenschapslaboratoria
- Dek 32-33: Bemanningsverblijven
- Dek 34: Luchtverversingsinstallaties
- Dek 35: Fotontorpedo-lanceerinstallaties
- Dek 36: Warpreactor, machinekamers
- Dek 37: Afvalverwerking
- Dek 38: Cellen, vrachtruimtes
- Dek 39: Vrachtruimtes
- dek 40-41: Magnetische antimaterie-opslag
- Dek 42: Antimaterie-injector.

### Aandrijving
1. - Dilithium gecontroleerde materie/antimaterie reactor. (Maximumsnelheid: Warp 9,2. Warp 9,6 gedurende max. 12 uur en Warp 9,7 gedurende korte tijd.)
2. - 2 groepen fusie-impulsmotoren. (max. 0,92 lichtsnelheid.)

### Verder
- Elekromagnetische, optische, subruimte flux-, gravimetrische, deeltjes- en quarkpopulatie-analyse-sensors.
- 2 meter gammastraling telescoop.
- Afkoppelbaar schotelgedeelte, waarna de twee delen als onafhankelijke ruimteschepen werken.
- 7 trekstraalzenders.
- 9 transporters. (3 voor personeel, 6 voor goederen.)
- 3 shuttle-landingsruimen.
- 12 faserbanken.
- 3 torpedo lanceerinrichtingen met totaal 250 fotontorpedo's.

## Trivia
- Wanneer een Enterprise schip verloren ging, werd er meteen een nieuwe Enterprise gebouwd, behalve bij dit schip. Het duurde 20 jaar voordat er deze Enterprise er kwam, nadat de Enterprise-C verloren ging.
- Het originele model van de Enterprise-D werd in 2006 tijdens de Star Trek veiling van Christie's voor $ 576.000,- verkocht aan een anonieme Amerikaanse bieder. Hiermee was het model het duurste stuk uit de veilingcollectie. (Bron: The Flying Dutch magazine)